# Papamosques de taigà
El papamosques de taigà (Ficedula albicilla) és una espècie d'ocell de la família dels muscicàpids (Muscicapidae) que habita els boscos de coníferes d'Àsia, criant a gran part de la Rússia asiàtica, Sakhalín i nord de Mongòlia. Passa l'hivern a l'Índia, sud de la Xina i Sud-est asiàtic. El seu estat de conservació es considera de risc mínim.